# Baeoura trichopoda
Baeoura trichopoda är en tvåvingeart. Baeoura trichopoda ingår i släktet Baeoura och familjen småharkrankar.

## Underarter
Arten delas in i följande underarter:
- B. t. hassenensis
- B. t. trichopoda